# Ebersbach (Kötz)
Ebersbach ist ein Gemeindeteil von Kötz im schwäbischen Landkreis Günzburg in Bayern. Das Kirchdorf, das an der ehemaligen Landstraße von Augsburg nach Ulm liegt, ist über die Bundesstraße 16 zu erreichen.

## Geschichte
Ursprünglich gehörte der Ort den Herren von Eberstall und kam 1219 an das Kloster Wettenhausen, das 1803 säkularisiert wurde. Von den elf Weihern des Klosters, die zur Fischzucht dienten, befanden sich vier in der Ebersbacher Flur.
Die Gemeinde Kötz entstand am 1. Juli 1972 durch den freiwilligen Zusammenschluss der bis dahin selbständigen Gemeinden Großkötz und Kleinkötz. Die Gemeinde Ebersbach wurde am 1. Mai 1978 im Zuge der Gebietsreform eingemeindet.

## Baudenkmäler
Siehe auch: Liste der Baudenkmäler in Ebersbach
- Katholische Kirche St. Johann Baptist